# Уча Лубжанидзе
Уча Лубжанидзе (на грузински: უჩა ლობჟანიძე) е грузински футболист, защитник, който играе за Атирау.

## Кариера

### Клубна
През февруари 2010 г. Лубжанидзе напуска Зестапони и подписва с Днипро 4-годишен контракт. Сумата по трансфера е 2 млн. евро. След изтичане на контракта му преминава в кипърския Омония.

### Национален отбор
За националния отбор на Грузия прави дебют на 27 май 2008 г. срещу Естония 1:1.

## Отличия
- Умаглеси лига (1): 2004/05
- Носител на Купата на Грузия (1): 2007/08